# Виктор (Антонский-Прокопович)
Виктор (Прокопович-Антонский) (в миру Василий Антонович Прокопович-Антонский; 1749—1825) — архимандрит, брат А. А. Прокоповича-Антонского.
Родился в Прилуках (Полтавская губерния). Учился в Киевской духовной академии, в которой после окончания курса был учителем риторики и проповедником в сане иеромонаха. Затем, в Московском университете, с 1791 года был настоятелем университетской церкви.
Был настоятелем монастырей: Иосифо-Волоколамского (1794—1799), Лубенского (1799—1800), Богоявленского Московского (1800—1801) и Донского (1801—1809). В 1809 году, перед своим увольнением на покой, он освятил перестроенную по проекту И. В. Еготова Михайловскую церковь, которая должна была стать родовой усыпальницей князей Голицыных.
Выйдя с 11 декабря 1809 года на покой, проживал в нём «на пенсии» до дня смерти. Скончался 28 апреля 1825 года; погребён в Малом соборе — месте, где хоронились настоятели монастыря.
С 16 января 1812 года — почётный член Общества любителей Российской словесности; он был автором сочинения «Избранные поучительные слова Амвросия Медиоланского, переложенные с латинского на славянский язык» (М., 1807).